# Perdita tarda
Perdita tarda är en biart som beskrevs av Cockerell 1896. Perdita tarda ingår i släktet Perdita och familjen grävbin. Inga underarter finns listade i Catalogue of Life.